# Semi-marathon de Bogota
Le semi-marathon de Bogota est une course à pied d'une distance classique de 21,1 km dans la ville de Bogota, en Colombie. Il a lieu tous les ans depuis 2000. Environ 45 000 coureurs participent à cet évènement tous les ans,.

## Vainqueurs

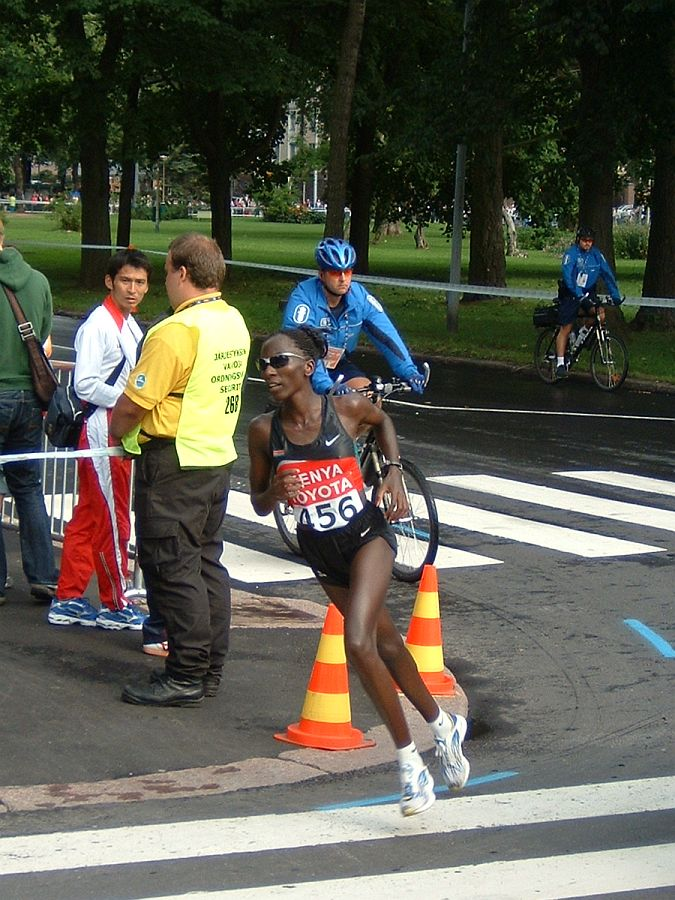
La Kényane Catherine Ndereba, vainqueur de l'édition 2006

Légende :
- Record de course

### Semi-marathon
| Éditions | Année | Hommes               | Pays     | Temps           | Femmes            | Pays     | Temps           |
| -------- | ----- | -------------------- | -------- | --------------- | ----------------- | -------- | --------------- |
| 1re      | 2000  | Armando Quintanilla  | Mexique  | 1 h 04 min 20 s | Martha Tenorio    | Équateur | 1 h 12 min 07 s |
| 2e       | 2001  | Juan José Castillo   | Pérou    | 1 h 03 min 51 s | María Portillo    | Pérou    | 1 h 15 min 04 s |
| 3e       | 2002  | Ben Kimondiu         | Kenya    | 1 h 04 min 39 s | Teresa Wanjiku    | Kenya    | 1 h 15 min 17 s |
| 4e       | 2003  | José Alirio Carrasco | Colombie | 1 h 04 min 23 s | Susan Chepkemei   | Kenya    | 1 h 10 min 29 s |
| 5e       | 2004  | Isaac Macharia       | Kenya    | 1 h 04 min 03 s | Joyce Chepchumba  | Kenya    | 1 h 15 min 07 s |
| 6e       | 2005  | James Kwambai        | Kenya    | 1 h 03 min 10 s | Adriana Fernández | Mexique  | 1 h 15 min 02 s |
| 7e       | 2006  | Fabiano Joseph       | Tanzanie | 1 h 02 min 34 s | Catherine Ndereba | Kenya    | 1 h 12 min 56 s |
| 8e       | 2007  | Isaac Macharia       | Kenya    | 1 h 03 min 40 s | Nouriah Asiba     | Kenya    | 1 h 16 min 09 s |
| 9e       | 2008  | Isaac Macharia       | Kenya    | 1 h 03 min 34 s | Pamela Chepchumba | Kenya    | 1 h 12 min 55 s |
| 10e      | 2009  | Isaac Macharia       | Kenya    | 1 h 02 min 49 s | Lydia Cheromei    | Kenya    | 1 h 12 min 29 s |
| 11e      | 2010  | Deriba Merga         | Éthiopie | 1 h 02 min 31 s | Shewarge Amare    | Éthiopie | 1 h 13 min 54 s |
| 12e      | 2011  | Geoffrey Mutai       | Kenya    | 1 h 02 min 20 s | Joyce Chepkirui   | Kenya    | 1 h 13 min 34 s |
| 13e      | 2012  | Peter Kirui          | Kenya    | 1 h 02 min 26 s | Gladys Cherono    | Kenya    | 1 h 13 min 27 s |
| 14e      | 2013  | Geoffrey Kipsang     | Kenya    | 1 h 03 min 46 s | Priscah Jeptoo    | Kenya    | 1 h 12 min 24 s |
| 15e      | 2014  | Geoffrey Kipsang     | Kenya    | 1 h 03 min 18 s | Rita Jeptoo       | Kenya    | 1 h 13 min 39 s |
| 16e      | 2015  | Stanley Biwott       | Kenya    | 1 h 03 min 15 s | Amane Gobena      | Éthiopie | 1 h 13 min 44 s |

### 10 km
| Année | Hommes       | Pays     | Temps       | Femmes          | Pays     | Temps       |
| ----- | ------------ | -------- | ----------- | --------------- | -------- | ----------- |
| 2007  | John Tello   | Colombie | 30 min 19 s | Jimena Salazar  | Colombie | 37 min 54 s |
| 2008  | Oscar Robayo | Colombie | 30 min 30 s | Ángela Figueroa | Colombie | 37 min 08 s |
| 2009  | John Tello   | Colombie | 30 min 35 s | Ángela Figueroa | Colombie | 36 min 32 s |